# Prosevania rufiscapa
Prosevania rufiscapa är en stekelart som först beskrevs av Charles Thomas Brues 1924.  Prosevania rufiscapa ingår i släktet Prosevania och familjen hungersteklar. Inga underarter finns listade i Catalogue of Life.